# Незлобин, Александр Васильевич
Алекса́ндр Васи́льевич Незло́бин (род. 30 июля 1983, Полевской, Свердловская область) — российский актёр, телеведущий, стендап-комик, кинорежиссёр и сценарист, продюсер, диджей, юморист, бывший участник «Comedy Club».

## Биография
Родился 30 июля 1983 года в городе Полевском Свердловской области.
Учился в школе № 13 в северной части города. После окончания школы поступил на экономический факультет Уральского государственного экономического университета. В институте начал играть в местной команде КВН. Вскоре стал выступать за сборную команду КВН Екатеринбурга «Свердловск».
Начал выступать в екатеринбургском Comedy Club, и вскоре его пригласили в Москву. В Comedy Club выступает один, ранее в дуэте «Бабочки» вместе с Элвисом (Игорем Меерсоном). Вместе с Элвисом создал для Comedy Club видеорубрику «Добрый вечер, Марс». Выступает в жанре стендап. Его монологи как правило посвящены взаимоотношениям мужчин и женщин. С 2009 года выступает в клубах как DJ Nezlob. В 2010 году в Екатеринбурге представил свой концерт «Давайте говорить правду» в жанре стендап, состоящий из монологов, импровизаций и общения со зрителями.
5 ноября 2013 года на ТНТ состоялась премьера сериала «Неzлоб» — ситкома Александра Незлобина о жизни Александра Незлобина с Александром Незлобиным в главной роли. Работа над сериалом велась около трёх лет. В ситкоме принимали участие мама Александра Незлобина, его реальные друзья, экс-генеральный директор ТНТ Роман Петренко, генеральный продюсер ТНТ Александр Дулерайн, основатель Comedy Club Production Артур Джанибекян, директор программного департамента ТНТ Владимир Воронов и ряд приглашённых знаменитостей.
Александр Незлобин написал сценарий и сыграл одну из ролей в фильме «Выпускной». Его премьера состоялась в октябре 2014 года.
В июле 2018 года Незлобин покинул ТНТ и перешёл на СТС, на котором проработал до конца телесезона 2020/2021. Был продюсером и ведущим передач «Слава Богу, ты пришёл!» и «Русские не смеются», создателем ночного шоу «Стендап Андеграунд» для онлайн-сервиса more.tv.
В 2021 году эмигрировал из России в США. Регулярно выступает со стендап-концертами в Европе и США.

## Личная жизнь
Жена — Алина Круглова (род. 1989), родилась и выросла в Санкт-Петербурге. Окончила университет культуры и искусств. Есть младшая сестра Юлия. С будущим мужем познакомилась в 2007 году в одном из питерских клубов.
В 2010 году Круглова переехала к Незлобину в Москву. В 2012 году они поженились втайне от журналистов. Свадебное путешествие Незлобиных прошло в США. Через некоторое время Незлобин отвёз беременную супругу в Майами, где она родила дочь Линду.

## Фильмография
| Год  | Название фильма    | Режиссёр | Сценарист | Актёр | Продюсер | Примечание  |
| ---- | ------------------ | -------- | --------- | ----- | -------- | ----------- |
| 2011 | Гномео и Джульетта | Нет      | Нет       | Да    | Нет      | озвучивание |
| 2013 | Студия 17          | Нет      | Нет       | Да    | Нет      | камео       |
| 2013 | Неzлоб             | Нет      | Да        | Да    | Да       | камео       |
| 2014 | Выпускной          | Нет      | Да        | Да    | Нет      | камео       |
| 2016 | Жених              | Да       | Да        | Нет   | Нет      |             |
| 2016 | Остров (5-я серия) | Нет      | Нет       | Да    | Нет      | камео       |
| 2021 | Love               | Нет      | Нет       | Нет   | Да       |             |
| 2021 | Я не шучу          | Нет      | Нет       | Нет   | Да       |             |
| 2022 | Конец света        | Да       | Нет       | Нет   | Нет      |             |

## Документальные фильмы
- 2020 — Nezlobin: Sasha From Russia[21]